# Faro di Lierna
Il Faro di Lierna  è un'imponente stele in granito realizzata dallo scultore Giannino Castiglioni, situata a Lierna in Lombardia, in riva al Lago di Como.
L'opera realizzata nel 1925 e il 1926 dallo scultore milanese Giannino Castiglioni, fu inaugurata con la partecipazione del Duca d'Aosta Emanuele Filiberto di Savoia, nipote del primo re d'Italia.
Castiglioni, che fu fra gli scultori più significativi del Novecento italiano, si è ispirato ad una sua opera chiamata il Faro, in cui una donna alza verso il Lago un bambino.

## Descrizione
Il maestoso monumento, situato nella Piazza di Lierna, vede ai piedi della stele, una fontana di acqua, da cui sgorga l'acqua curativa Val Donedo, citata anche dagli Antichi Romani, mentre sulla cima è presente un faro funzionante. Castiglioni ha realizzato a completamento le scale monumentali che scendono a lago, con la metafora di simboleggiare una cascata dalla fontana che scende nel Lago.
Da sempre Castiglioni, come del resto Leonardo da Vinci è stato uno studioso dei moti delle acque.
Nel corso del 2016 è stato realizzato il completo restauro conservativo dell'opera d'arte.